# Kuba (peuple)
Les Kuba ou Bakuba sont une population de langues bantoues d'Afrique centrale vivant entre la rivière Kasaï et la rivière Sankuru au centre de la République démocratique du Congo. Les Kuba  font partie de la grande tribu Anamongo. Ils sont organisés en royaume et sont connus pour leur art statuaire et leurs textiles. Leur capitale est Mushenge.

## Organisation sociale
Les Kuba sont composés d’une union de plus de vingt groupes ethniques, dont les principales Bushong, les Ngeende, les Ngongo, les Shoowa, les Bieeng, les Idiing, les Ilebo, les Kel, les Kayuweeng, les Kete, les Bulaang, les Pyang, les Mbeengi, les Maluk, les Ngombe, les Bokila et les Kaam.
Les Bushong (ou Mbala), les Bulaang, les Ngeende, les Pyaang forment les principales subdivisions, que l’on peut considérer comme sous-tribus ; les Kel et les Ngongo leur sont apparentés et d’autres groupements sont également dépendants du lukengo, ou roi des Kuba, comme les Shoowa, les Kayoong, ou les Ngombe.

## Ethnonymie
Selon les sources, on observe de multiples variantes : Bacouba, Bakouba, Ba-kuba, Bakuba, 
Kouba, Kuba, Kubas, Luna, Tukubba. Ils sont aussi parfois appelés Bushong ou Bushongo, mais ces termes désignent plus exactement un sous-groupe.

## Histoire
Le royaume Kuba est né vers 1600. Une société centralisée et très hiérarchisée a développé un art de cour.

## Population
Leur nombre est estimé à 250 000.

## Culture
C'est une exception, et de quel singulier intérêt, de rencontrer chez certaines tribus du Congo un art civil complet s'appliquant à l'ornementation des cases, à la vannerie, à la sculpture des ustensiles en bois... L'art bushongo demeure, en tous pays noirs, sans rival. (Henri Clouzot) 
.
.

### Textiles
Les Kuba sont réputés pour leurs nattes et pagnes en raphia tissé. 
Tout comme pour les étoffes Kongo, l'art Kuba prospérait dans une structure hiérarchique et de courtoisie, et les deux sociétés accordaient une grande valeur aux arts de la cérémonie, à l'ornement personnel et à la présentation. Ils avaient également en commun l'utilisation de la fibre de palmier raphia comme fondement de leurs arts de tissage. Kongo et Kuba partagent également de nombreux motifs géométriques, des signes sacrés, des insignes symboliques, et des types de textiles et de prestige, ainsi que des techniques de fabrication.
Ils ont de véritables artistes qui fabriquent des tissus que l'on nomme « velours du Kasaï » 
Ces derniers, tissés de fin raphia, ne sont pas du velours, mais  un tissu semé de broderies verticales, en fibres dressées et serrées, très douces au toucher..

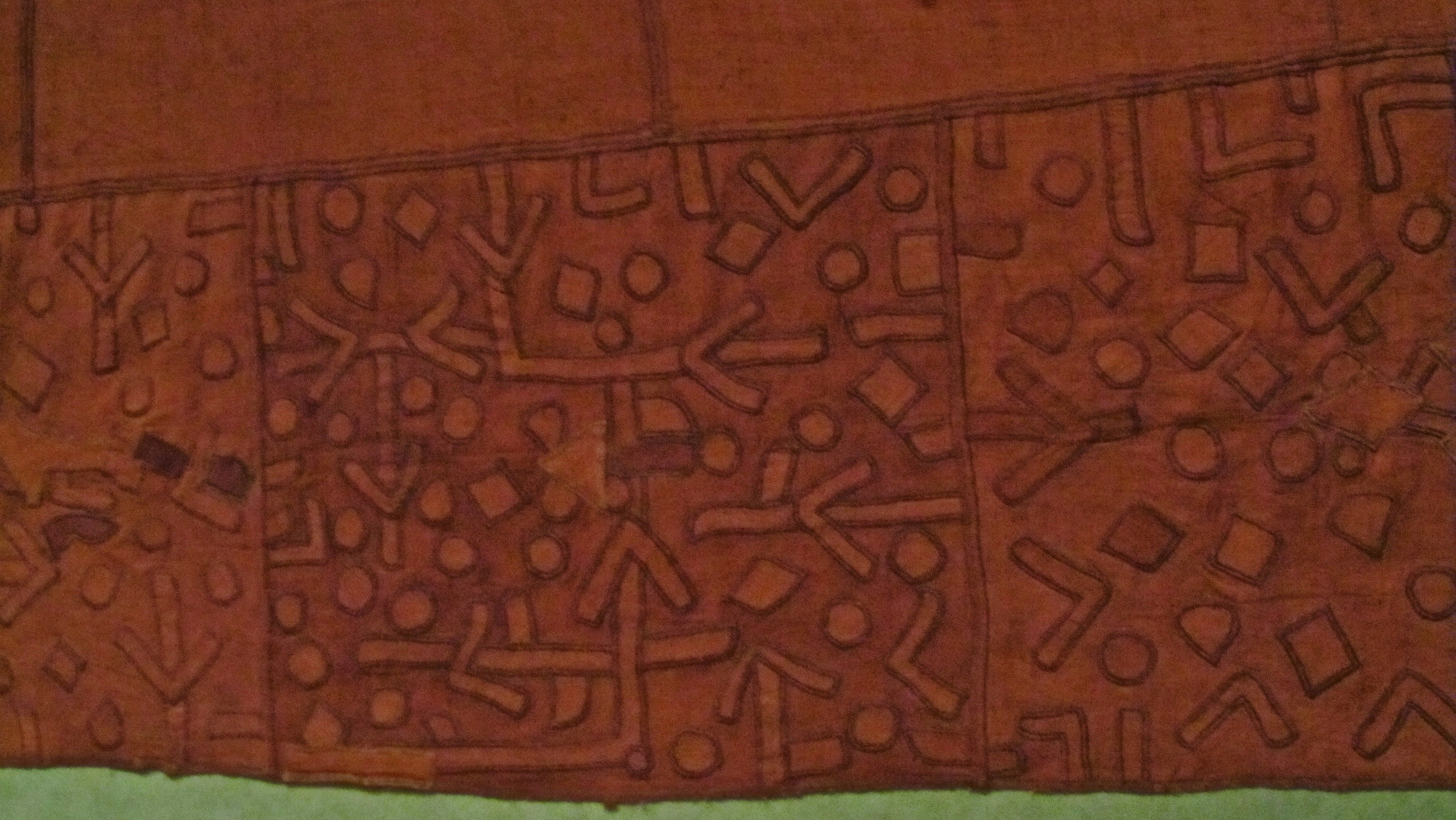
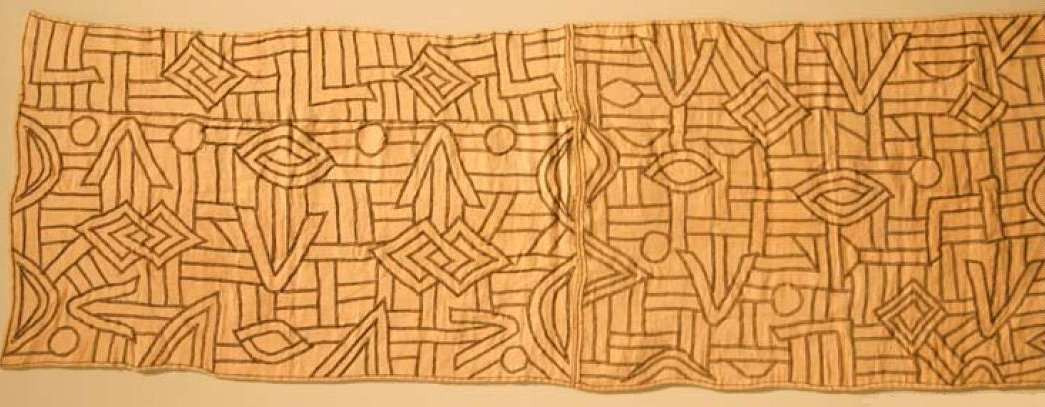
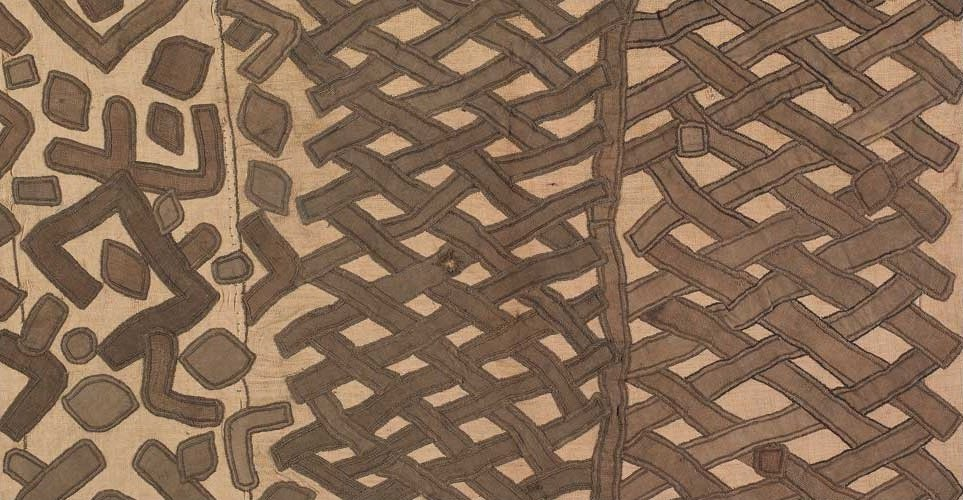

### Masques
Ils réalisent aussi des masques-casques, des coupes anthropomorphiques.

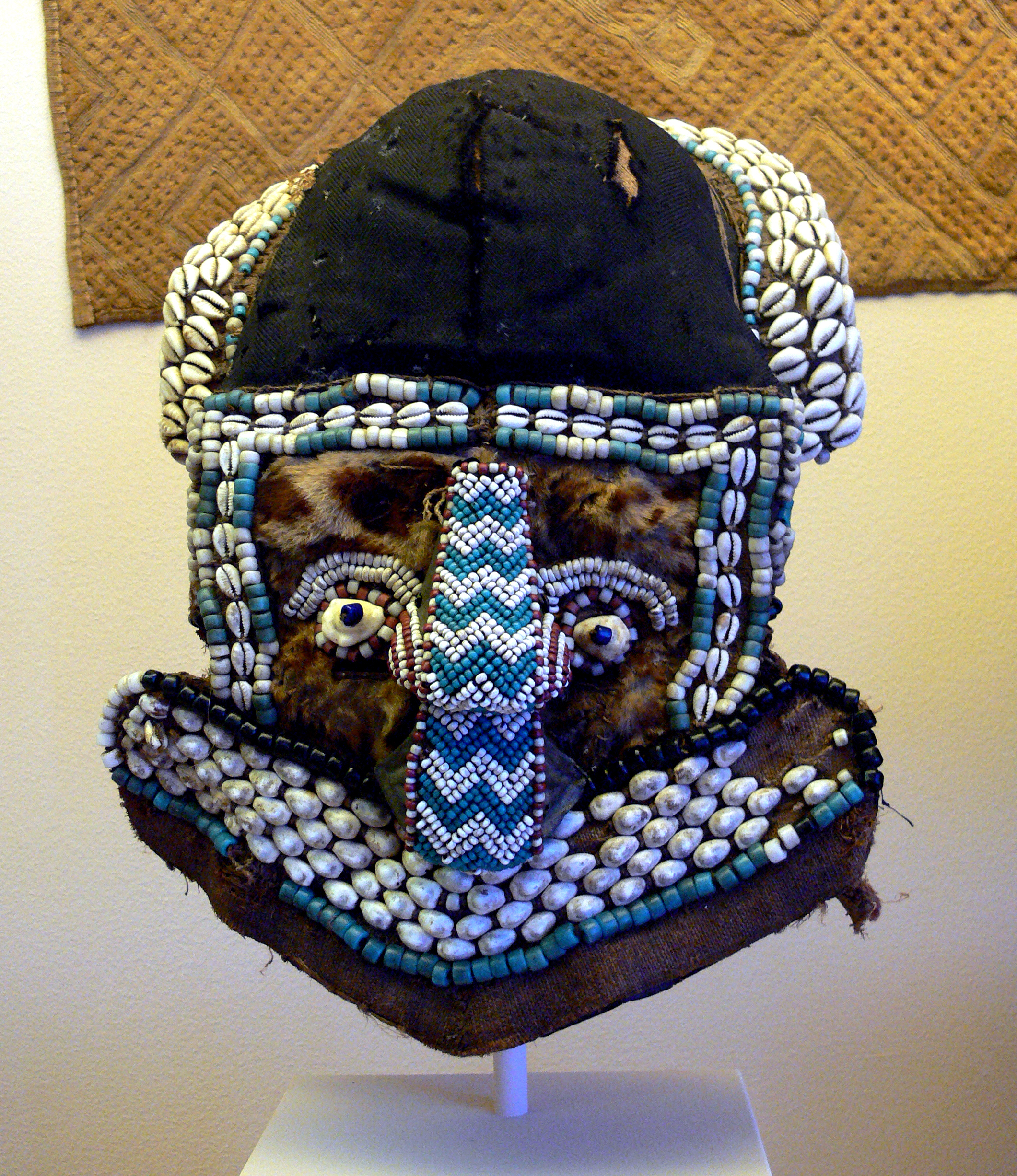
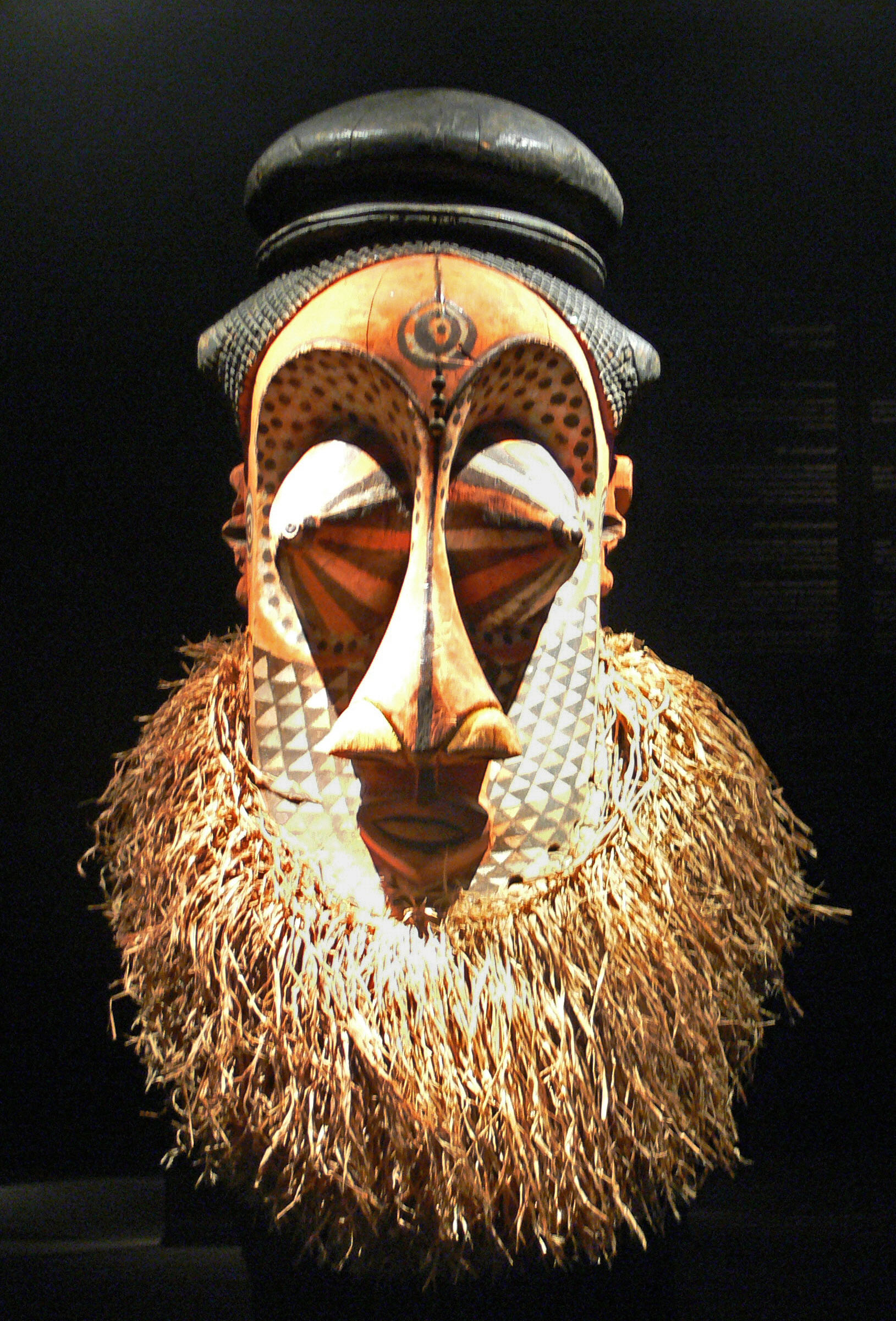
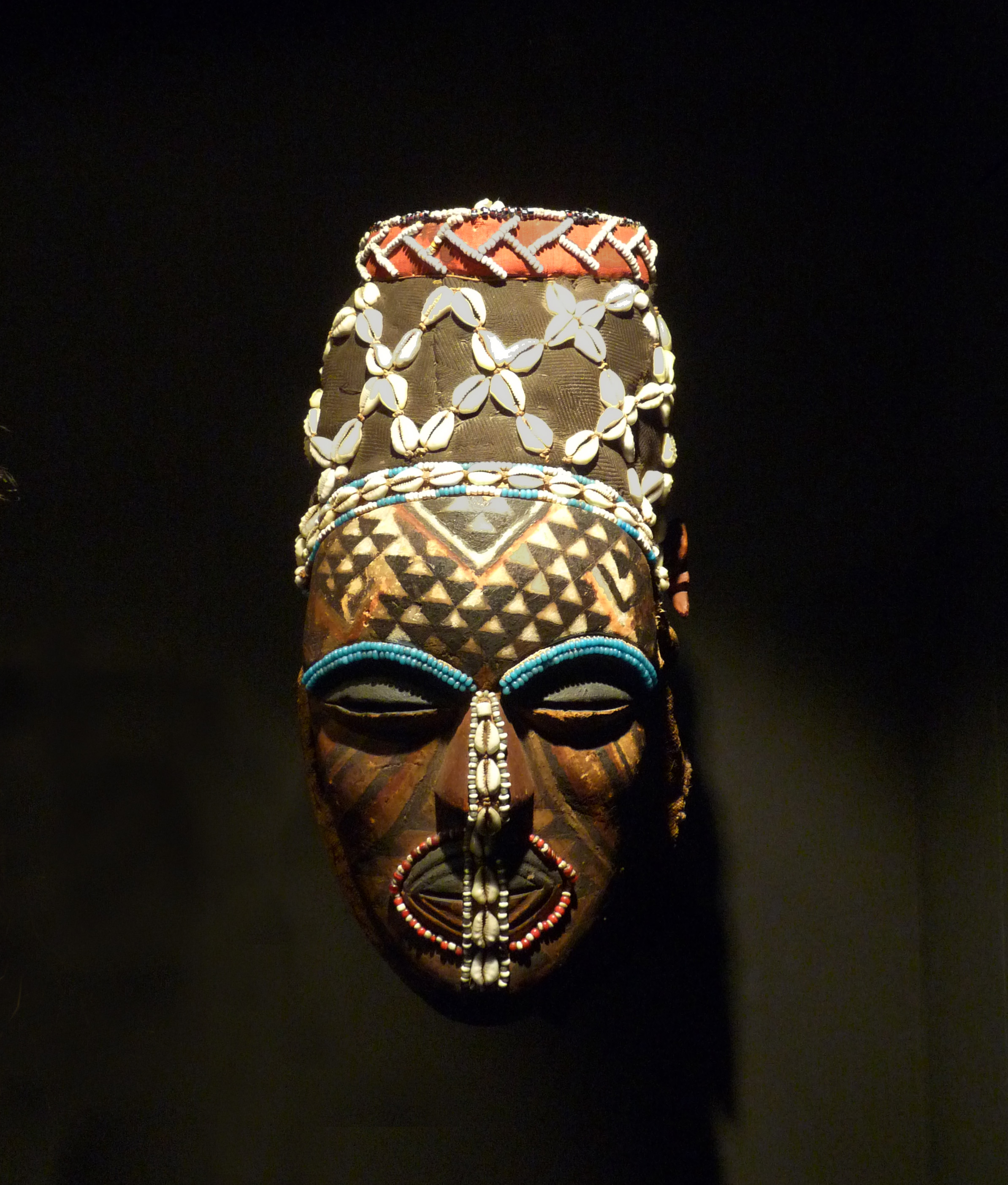
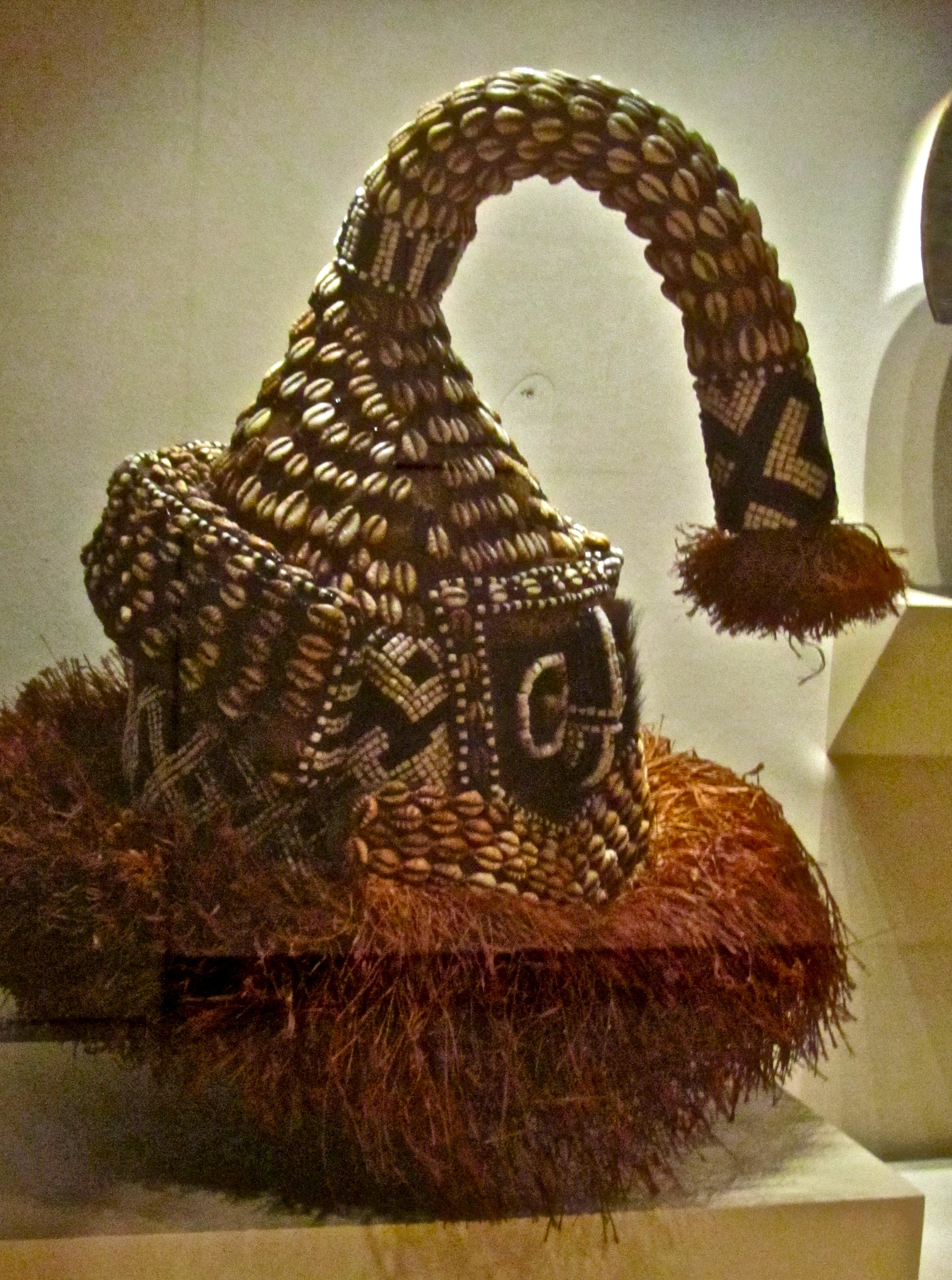